# Niels Rasmussen (Højre)
 Der er flere personer med dette navn, se Niels Rasmussen.
Niels Rasmussen (12. august 1854 i Veksø – 1. marts 1921) var direktør og politiker.
Han var søn af tømrermester Rasmus Jensen og hustru Ane Marie f. Nielsen. Han blev murersvend 1878: mester 1882; repræsentant i Murerlavet 1890-94, revisor 1892-94, bisidder 1894-1901, medstifter af Dansk Arbejdsgiver- og Mesterforening 1898 og medlem af dens hovedbestyrelse til 1901: tidligere formand i repræsentantskabet for Arbejderforeningen af 1860, medlem af Kommissionen til bedømmelse af svendeprøver, af Arbejderforsikringsrådet og af Tyendekommissionen ; direktør i Grundejernes Hypotekforretning; medlem af Grundejerbankens tilsynsråd og af bestyrelsen for A/S Chr. d. IX's Gade; i bestyrelsen for Rejsestipendieforeningen. Han var Landstingsmand for København fra 1903, valgt for Højre.
Han var gift med Wenzeltine Emilie Marie f. Ostermann, f. 29. december 1854 i København.